# Hato Yoshiyuki
Yoshiyuki Hato (sinh ngày 8 tháng 8 năm 1977) là một cầu thủ bóng đá người Nhật Bản.

## Sự nghiệp câu lạc bộ
Yoshiyuki Hato đã từng chơi cho Vissel Kobe.